# Краков-Любоча
Краков-Любоча (пол. Kraków Lubocza) — остановочный пункт в городе Краков, в Малопольском воеводстве Польши. Имеет 2 платформы и 3 пути.
Остановочный пункт на железнодорожной линии Краков-Мыдльники — Подленже, построен в 1952 году. В 1952—1953 годах существовал под названием «Нова-Хута» (пол. Nowa Huta), в 1953—1967 годах «Краков Нова-Хута-Северная» (Kraków Nowa Huta Północna). Нынешнее название пункт носит с 1968 года.